# Sven Hammarström
Sven Georg Hammarström, född 15 april 1909 i Jönköping, död 15 juli 1983 i Nyköping, var en svensk läkare. Han var far till Stina Hammarström
Hammarström, som var son till pastor Georg Hammarström och Lillie Palmquist, blev medicine licentiat i Stockholm 1938 och medicine doktor 1947. Han var underläkare på olika sjukhus 1938–1942, förste underläkare vid medicinska avdelningen på Umeå lasarett 1942, på Ersta sjukhus 1943, på S:t Eriks sjukhus 1944–1948, överläkare vid medicinska avdelningen på Sundsvalls lasarett 1952–1957 (tillförordnad 1949) och vid medicinska kliniken på Nyköpings lasarett från 1957. Han blev docent i invärtes medicin vid Karolinska Institutet 1959 och flygläkare av första graden i reserven 1950. Han var ordförande Nyköpings läkarklubb 1959–1962. Han författade skrifter i fysiologi och medicin, speciellt rörande blodtryckssjukdomar.